# Brad Anderson
Brad Anderson (Madison, Connecticut, 1964) es un director de cine, productor y guionista estadounidense.

## Biografía

### Primeros años
Antes de comenzar su carrera cinematográfica, estudió en el Bowdoin College, donde se especializó en antropología e idioma ruso. Luego, se mudó a Londres para terminar su carrera fílmica en la Escuela de Cine de Londres, antes de marchar a Boston.

## Carrera

### Cine
Anderson comenzó su carrera dirigiendo las películas de comedia romántica Next Stop Wonderland (1998) y Happy Accidents (2000). Las películas fueron las favoritas de la audiencia del Festival de Cine de Sundance.
Su siguiente película fue la película de terror psicológico de 2001 Session 9. Sin éxito en la taquilla, con el tiempo se convirtió en una película de culto. En 2002, Anderson fue miembro del jurado de drama del Festival de Cine de Sundance.
A esto le siguió su obra más notable hasta la fecha, El maquinista (2004), protagonizada por Christian Bale. La película se hizo conocida por la dramática pérdida de peso de Bale (28 kilos) para el papel principal y por su guion, escrito por Scott Kosar.
Sus siguientes dos películas fueron Transsiberian (2008), un thriller protagonizado por Woody Harrelson, Emily Mortimer y Ben Kingsley y la película de terror Vanishing on 7th Street (2010), protagonizada por Hayden Christensen, John Leguizamo y Thandie Newton. En particular, tanto Transsiberian como The Machinist fueron financiadas por compañías de producción anglo-alemanas.
También fue uno de los candidatos para dirigir la secuela de Paranormal Activity.
En 2013, Anderson dirigió The Call, un thriller protagonizado por Halle Berry y Abigail Breslin.
Esto fue seguido por Stonehearst Asylum (también conocida como Eliza Graves) en 2014, con Kate Beckinsale, Jim Sturgess, David Thewlis y Ben Kingsley en los papeles principales.
En 2018, Anderson dirigió el thriller de espionaje Beirut, protagonizado por Jon Hamm y Rosamund Pike, y en 2019, dirigió la película de suspenso de Netflix Fractura, protagonizada por Sam Worthington, Lily Rabe, Stephen Tobolowsky y Adjoa Andoh, estrenada el 11 de octubre de ese año.

### Televisión
Anderson ha dirigido numerosos episodios de Fringe, así como dos episodios de The Wire, The Killing y Boardwalk Empire.
Anderson fue uno de los colaboradores de la serie de terror Masters of Horror, dirigiendo el episodio de la segunda temporada "Sounds Like".
Anderson dirigió el episodio piloto de la serie de horario estelar de ABC Forever.
También dirigió el episodio piloto de la serie Zoo, de CBS.
Anderson también dirigirá episodios de la serie Clickbait, de Netflix.

## Filmografía

### Cine y televisión
- Confession of a Memory Eater (TBA)[1]
- The Dwarf (TBA)[2]
- Clickbait (2021), serie de televisión[3]
- Fractura (2019)
- Beirut (2018)
- The Sinner (2017, 2018), serie de televisión, 2 capítulos
- The Brave (2017), serie de televisión, 1 capítulo
- Stonehearst Asylum (2014)
- The Call (La última llamada) (2013)
- Vanishing on 7th Street (2010)
- Transsiberian (2008)
- El maquinista (2004)
- Session 9 (2001)
- Happy Accidents (2000)
- Next Stop Wonderland (1998)
- The Darien Gap (1996)
- Frankenstein's Planet of Monsters! (1995), cortometraje